# Sergio Mimica-Gezzan
Sergio Mimica-Gezzan (* 1957) ist ein in Kroatien geborener US-amerikanischer Filmregisseur und -produzent. Er ist der Sohn des kroatischen Regisseurs Vatroslav Mimica.
2010 verfilmte Mimica-Gezzan den Roman Die Säulen der Erde von Ken Follett. Zuvor arbeitete er mehrmals mit Steven Spielberg zusammen und führte Regie bei Serien wie Battlestar Galactica und Heroes.

## Filmografie (Auswahl)
Als Regisseur:
- 2002: Taken (1 Folge)
- 2004–2006: Battlestar Galactica (6 Folgen)
- 2005: Into the West – In den Westen (1 Folge)
- 2005: Surface – Unheimliche Tiefe (1 Folge)
- 2005–2006: Invasion (2 Folgen)
- 2006: Nightmares & Dreamscapes: Nach den Geschichten von Stephen King (Nightmares & Dreamscapes: From the Stories of Stephen King) (1 Folge)
- 2006: Die Legende von Butch und Sundance
- 2006: Prison Break (2 Folgen)
- 2007: Protect and Serve
- 2007: Saving Grace (2 Folgen)
- 2008: Terminator: The Sarah Connor Chronicles (1 Folge)
- 2008–2009: Heroes (2 Folgen)
- 2009: Mistresses (Fernsehfilm)
- 2011, 2013: Falling Skies (4 Folgen)
- 2013: The Bridge – America (The Bridge, Folge 1x02)
- 2013, 2015: Under the Dome (2 Folgen)
- 2014: Halo: Nightfall
- seit 2016: Die Medici – Herrscher von Florenz (I Medici)
- 2019–2024: For All Mankind (6 Folgen)

Als Regisseur und Produzent:
- 2010: Die Säulen der Erde (The Pillars of the Earth, mehrteiliger Fernsehfilm)